# Silver Airways
Silver Airways, LLC. Era una aerolínea regional de EE. UU. con sede en Aeropuerto Internacional de Fort Lauderdale-Hollywood en  no incorporada  Condado de Broward, Florida, cerca de  Fort Lauderdale. Fue fundada en 2010 con activos de la antigua Gulfstream International Airlines, y actualmente opera alrededor de 100 vuelos diarios programados a diez ciudades en Florida, una ciudad en Alabama y ocho destinos en las Bahamas, con centros en  Fort Lauderdale,  Orlando y  Tampa.
A partir de noviembre de 2013 Silver Airways recibió $ 20,515,042 en subsidios federales anuales para Essential Air Service s que proporcionó a aeropuertos rurales en los Estados Unidos.

## Servicios
La sede de la aerolínea se encuentra en la suite 201 del edificio 1100 Lee Wagener Boulevard, en las instalaciones del Aeropuerto Internacional Fort Lauderdale-Hollywood, en el condado no incorporado de Broward, Florida, cerca de Fort Lauderdale. Su sede anterior estaba en Dania Beach, Florida, cerca de Fort Lauderdale. Además, la aerolínea tiene un centro de reparaciones en el Aeropuerto Internacional de Orlando, que antes utilizaba Comair. La empresa se enfrentó al desahucio del Aeropuerto Internacional de Fort Lauderdale-Hollywood en abril de 2023 por no pagar el alquiler desde 2021.

## Destinos
Silver Airways opera vuelos comerciales regulares nacionales desde sus centros de operaciones de Fort Lauderdale, Orlando y Tampa (Florida), así como servicios aéreos esenciales desde Atlanta (Georgia), Billings (Montana), Boston (Massachusetts), Cleveland (Ohio) y Washington D. C. A escala internacional, la aerolínea presta servicio en Florida y las Bahamas, y en marzo de 2020 puso en marcha sus propios vuelos desde San Juan (Puerto Rico) a localidades caribeñas adyacentes, complementando los de su filial Seaborne Airlines.

## Flota

### Flota Actual
A septiembre de 2023 la flota está compuesta de las siguientes aeronaves:
| ATR 42-600  | 8  | 8 | 46 | Opciones para 30. Entregas adicionales que tendrán lugar en marzo de 2018 a principios de 2020.                                                                                        |  |  |
| ATR 72-500F | 5  | — |    | |  |  |
| ATR 72-600  | 6  | — | 70 | Las entregas se llevarán a cabo desde 2018 hasta principios de 2020. Los pedidos existentes para embarcaciones ATR 42 se pueden convertir en pedidos ATR 72 dependiendo de la demanda. |  |  |
| Total       | 19 | 8 |    | |  |  |

La flota de la aerolínea posee a septiembre de 2023 una edad media de 8,7 años.